# جوردان هوبر
جوردان هوبر (بالإنجليزية: Jordan Hooper)‏ مواليد 20 فبراير 1992 في أليانس، هي لاعبة كرة سلة أمريكية. بدأت مسيرتها الاحترافية في سنة 2014. تم اختيارها من قبل فريق تلسا شوك خلال الدرافت. تلعب مع كونيتيكت صن في دوري الاتحاد الوطني لكرة السلة النسائية. وتحمل الرقم 15.

## المسيرة الاحترافية
لعبت مع دالاس وينغز من سنة 2014 إلى 2016، ثم لعبت مع نادي بشكتاش لكرة السلة للسيدات في موسم 2014–2015، ثم لعبت مع كونيتيكت صن في سنة 2017.

## روابط خارجية
- جوردان هوبر على موقع الاتحاد الوطني لكرة السلة النسائية (الإنجليزية)
- جوردان هوبر على موقع كرة السلة الأوروبية.كوم (الإنجليزية)
- جوردان هوبر على موقع كلية كرة السلة في سبورتس رفرنس.كوم (الإنجليزية)
- جوردان هوبر على موقع بروبوليرز (الإنجليزية)
- جوردان هوبر على موقع سبورتس رفرنس (الإنجليزية)